# Middle River (Minnesota)
Middle River – miasto w Stanach Zjednoczonych, w stanie Minnesota, w hrabstwie Marshall.